# Церковь Жён-Мироносиц (Соликамск)
Церковь Жён-Мироносиц — православный храм в городе Соликамске Пермского края, памятник русской архитектуры XVIII века.

## Расположение
Небольшая кладбищенская церковь располагалась на восточной окраине города, неподалёку от женского Преображенского монастыря. В настоящее время — бывшая окраина практически центр города и мимо церкви проходит одна из основных магистралей города улица 20 лет Победы.

## История храма
Наиболее поздняя из церковных построек города, воздвигнутых в период материального благополучия города с конца XVI до конца XVIII века. Построена в 1772—1776 годах на личные средства солепромышленника Максима Григорьевича Суровцева. В 1786 году он был там погребён. Строил церковь и вёл столярные работы и сделал иконостас мещанин Иван Горбовский с детьми. Иконы написаны мещанином Петром Казанцевым с участием пономаря Семёна Белозёрского и мещанина Ивана Швецова.

## Архитектура
Храм небольшой, одноглавый четверик освещается одним ярусом окон. Из декоративного убранства храма сохранились декоративные наличники лучковых оконных проёмов, которые снабжены богатыми волютными фронтончиками, которые образованы двумя полукружьями, между которыми разместились ничего не несущие консоли.

Вид с юго-запада
Вид с юго-востока
Чертёж Церкви Жён Мироносиц. Векторный файл в формате PDF